# Вишневский сельсовет (Минская область)
Вишневский сельсовет (белор. Вішнеўскі сельсавет) — административная единица на территории Воложинского района Минской области Республики Беларусь. Административный центр — агрогородок Вишнево.

## Географическое положение
Сельсовет расположен на северо-западе района. От административного центра сельсовета — деревни Вишнево до райцентра — города Воложина — 22 км. Через территорию сельсовета протекает река Западная Березина и река Ольшанка, которая является притоком реки Березина.

## История
15 января 1940 года постановлением Президиума Верховного Совета БССР был создан Вишневский сельский Совет (подчинялся Воложинскому районному Совету Барановичской области).
Первым председателем сельского Совета был избран Петрович Леонид Юльянович, секретарем был Жданович А. С.
Во время Великой Отечественной войны с июня 1941 года по июль 1944 года Вишневский сельский Совет временно приостанавливал свою деятельность. В ноябре 1941 года председатель сельсовета Петрович Л. Ю. и секретарь Жданович А. С. были арестованы немецкими оккупантами в городе Воложине и расстреляны. После освобождения территории БССР в августе 1944 года, Вишневский сельский Совет возобновил свою работу.
18 декабря 2009 года на основании решения Минского областного Совета депутатов от № 219 «Об изменении административно-территориального устройства Минской области» в состав Вишневского сельсовета включены населённые пункты упразднённого Подберёзского сельсовета — Аляново, Анцелевщина, Бобры, Ворони, Геленово, Гирбинята, Грушевщина, Добрая Земля, Дуды, Лавский Брод, Ластоянцы, Макаренята, Мехи, Подберезь, Поти, Пуни, Радюки, Ревки, Рудники, Синяя Гора, Тупчи, Углы, Шальтины.
28 июня 2013 года территория в состав Вишневского сельсовета включены населённые пункты упразднённого Богдановского сельсовета — Березница, Богданово, Богданов, Войганы, Войштовичи, Гута, Данилки, Десятники, Долкневичи, Заречная, Иванишки, Игнатово, Каролиново, Котевщина, Красная Горка, Людымы, Лютошь, Мостище, Нарковщина, Ольшанка, Печевщина, Праца, Рымовичи, Сантоки, Селищи, Яхимовщина.
Также в состав Вишневского сельсовета включена часть населённых пунктов упразднённого Саковщинского сельсовета — Адамово, Борок, Запурье, Каливария, Кибы, Климы, Неровы, Савичи, Слайковщина.
24 мая 2011 года деревня Геленово переименована в Голеново-Хуторская (название на белорусском языке – Галянова-Хутарская).

## Демография
В 2011 году на территории сельсовета проживало 1906 человек, из них: 215 детей, 947 человек трудоспособного возраста, 744 пенсионера.
По переписи населения 2019 года, численность населения сельсовета в связи с укрупнением составила 3029 человек.

## Состав
Вишневский сельсовет включает следующие населённые пункты:
- Адамово — деревня.
- Аляново — деревня.
- Анцелевщина — деревня.
- Березница — деревня.
- Бобры — деревня.
- Богданов — агрогородок.
- Богданово — деревня.
- Борок — деревня.
- Буда — деревня.
- Букатово — деревня.
- Вертимы — деревня.
- Видейковщина — деревня.
- Вишнево — агрогородок
- Войганы — деревня.
- Войштовичи — деревня.
- Ворони — деревня.
- Геленово (Голеново-Хуторская) — деревня.
- Гирбинята — деревня.
- Гончары — деревня.
- Грушевщина — деревня.
- Гута — деревня.
- Данилки — деревня.
- Десятники — деревня.
- Добрая Земля — деревня.
- Долкневичи — деревня.
- Доржни — деревня.
- Дуды — деревня.
- Жуковщина — деревня.
- Запурье — деревня.
- Заречная — деревня.
- Затишек — деревня.
- Зофиново — деревня.
- Иванишки — деревня.
- Игнатово — деревня.
- Каливария — деревня.
- Каролиново — деревня.
- Кибы — деревня.
- Клим — деревня.
- Климы — деревня.
- Колесниковщина — деревня.
- Котевщина — деревня.
- Красная Горка — деревня.
- Круглая — деревня.
- Лавский Брод — деревня.
- Ластоянцы — деревня.
- Линки — деревня.
- Людымы — деревня.
- Лютошь — деревня.
- Макаренята — деревня.
- Мехи — деревня.
- Мильковщина — деревня.
- Мостище — деревня.
- Нарковщина — деревня.
- Неровы — деревня.
- Новоселки — деревня.
- Огородчики — деревня.
- Ольшанка — деревня.
- Печевщина — деревня.
- Подберезь — деревня.
- Поти — деревня.
- Праца — деревня.
- Пуни — деревня.
- Радюки — деревня.
- Ревки — деревня.
- Рогалевщина — деревня.
- Рудники — деревня.
- Рымовичи — деревня.
- Савичи — деревня.
- Сантоки — деревня.
- Селищи — деревня.
- Синяя Гора — деревня.
- Скадорвы — деревня.
- Слайковщина — деревня.
- Тупчи — деревня.
- Углы — деревня.
- Черневичи — деревня.
- Шальтины — деревня.
- Шуловичи — деревня.
- Юковичи — деревня.
- Янишки — деревня.
- Яхимовщина — деревня.

## Производственная сфера
- ОАО «Агро-Вишневский».
- ГП «Подберезье»
- Вишневское лесничество
- ПМУ «Клим»
- ОДО «Лестопэнерго»

## Социально-культурная сфера
- Вишневская врачебная амбулатория
- Подберезская врачебная амбулатория
- ГУО «Вишневский учебно-педагогический комплекс детский сад-средняя общеобразовательная школа Воложинского района»
- ГУО «Подберезский учебно-педагогический комплекс детский сад-средняя общеобразовательная школа Воложинского района»
- Вишневская детская музыкальная школа
- Вишневский сельский клуб
- Подберезский сельский дом культуры
- Вишневская библиотека, Подберезская библиотека

## Достопримечательности
- Православный храм святых бессребреников Космы и Дамиана построен в 1865 году в деревне Вишнево. Храм является памятником архитектуры
- Православный храм Святых мучеников Антония, Иоанна и Евстафия Виленских в деревне Подберезь
- Римско-католический костёл найсвятейшей Девы Марии построен в 1424 году в деревне Вишнево. Костёл является памятником архитектуры

## Известные уроженцы
- Шимон Перес — президент Израиля.